# کشیک (خاش)
کشیک (خاش)، روستایی از توابع بخش مرکزی شهرستان خاش در استان سیستان و بلوچستان ایران است.

## جمعیت
این روستا در دهستان سنگان قرار دارد و براساس سرشماری مرکز آمار ایران در سال ۱۳۹۹، جمعیت آن ۱۲۰۰۰۰ نفر (۴۰خانوار) بوده‌است.